# Through the Morning, Through the Night
Through the Morning, Through the Night è un album del duo Dillard & Clark, pubblicato dalla A&M Records nel settembre del 1969. È il terzo album di Gene Clark (il secondo assieme a Doug Dillard). Il disco fu registrato (circa) nel giugno del 1969 a Hollywood, California (Stati Uniti).

## Tracce
Lato A
1. No Longer a Sweetheart of Mine – 3:12 (Don Reno, Fred Swift, Red Smiley)
2. Through the Morning, Through the Night – 4:04 (Gene Clark)
3. Rocky Top – 2:46 (Boudleux Bryant)
4. So Sad – 3:19 (Don Everly, Phil Everly)
5. Corner Street Bar – 3:34 (Gene Clark)
6. I Bowed My Head and Cried Holy – 3:31 (Tradizionale, arrangiamenti di Doug Dillard, Gene Clark)

Lato B
1. Kansas City Southern – 3:39 (Gene Clark)
2. Four Walls – 3:39 (George Campbell, Marvin Moore)
3. Polly – 4:20 (Gene Clark)
4. Roll in My Sweet Baby's Arms – 2:49 (Charlie Monroe)
5. Don't Let Me Down – 3:52 (John Lennon, Paul McCartney)

## Musicisti
Pickers
- Gene Clark - voce, chitarra, armonica
- Doug Dillard - voce, banjo, chitarra, fiddle
- Donna Washburn - voce, tamburello, chitarra
- Byron Berline - fiddle
- David Jackson - voce, basso, pianoforte, violoncello
- Jon Corneal - batteria, tamburello

Special Pickers
- Sneaky Pete Kleinow - chitarra steel
- Chris Hillman - mandolino
- Bernie Leadon - chitarra, basso
- Dick Bogert - ingegnere del suono
- Ray Gerhardt - ingegnere del suono[1]